# Гулянці
Гуля́нці (болг. Гулянци) — місто в Плевенській області Болгарії. Адміністративний центр общини Гулянці.

## Населення
За даними перепису населення 2011 року у місті проживали 3207 осіб.
Національний склад населення міста:
| Національність   | Кількість осіб | Відсоток |
| ---------------- | -------------- | -------- |
| болгари          | 2616           | 91,5%    |
| цигани           | 196            | 6,9%     |
| турки            | 37             | 1,3%     |
| інша             | 6              | 0,2%     |
| не визначились   | 5              | 0,2%     |
| Всього відповіли | 2860           |          |

Розподіл населення за віком у 2011 році:
Динаміка населення: